# Neurotic Records
Neurotic Records je nezávislé nizozemské hudební vydavatelství se sídlem v Tilburgu založené roku 2003 Ruudem Lemmenem. Vydává nizozemské i zahraniční kapely se zaměřením na death metal. V letech 2004–2015 pořádalo každoroční hudební festival Neurotic Deathfest.
Na vydaných nahrávkách používá katalogové číslo se zkratkou NRT.

## Seznam kapel
Seznam vybraných kapel, jejichž desky vyšly u Neurotic Records.
- Arsebreed (Nizozemsko)
- Corpus Mortale (Dánsko)
- Disavowed (Nizozemsko)[2]
- Enemy Reign (USA)
- Flesh Made Sin (Nizozemsko)
- Panzerchrist (Dánsko)
- Prostitute Disfigurement (Nizozemsko)
- Psycroptic (Austrálie)
- Ruins (Austrálie)[4]
- Sauron (Nizozemsko)
- Sickening Horror (Řecko)
- Spawn of Possession (Švédsko)
- The New Dominion (Nizozemsko)
- Ulcerate (Nový Zéland)[1]
- Visceral Bleeding (Švédsko)